# Nemanja Glavčić
Nemanja Glavčić (serb. cyr. Немања Главчић; ur. 19 lutego 1997 w Kraljevie) – serbski piłkarz grający na pozycji środkowego lub ofensywnego pomocnika w rosyjskim klubie FK Chimki. Były młodzieżowy reprezentant Serbii, w latach 2012–2017.

## Sukcesy
FK Partizan
- Zdobywca Pucharu Serbii: 2015/2016